# Sea Dart
Die Sea Dart ist eine Flugabwehrrakete der britischen Royal Navy. Sie wurde ab 2009 durch die PAAMS Aster ersetzt.

## Geschichte
Die Sea Dart wurde in den 1960er-Jahren von British Aerospace entwickelt. 1973 wurde sie erstmals auf dem Lenkwaffenzerstörer Bristol installiert und umfangreichen Tests unterzogen. Ab 1975 wurden dann die Luftabwehrzerstörer der Sheffield-Klasse sowie ab 1977 die Flugzeugträger der Invincible-Klasse mit der Sea Dart ausgestattet. Die Bristol nutzte das System bis zu ihrem Umbau zum Trainingsschiff 1993. Auf den Flugzeugträgern der Invincible-Klasse wurde die Sea Dart zwischen 1998 und 2000 im Zuge der Vergrößerung des Flugdecks entfernt. Die letzten Sea-Dart-Systeme werden mit den Zerstörern der Sheffield-Klasse ab 2007 die Flotte verlassen. Die nächste Zerstörergeneration, die Daring-Klasse, wurde mit den moderneren Aster-Raketen ausgestattet.

## Einsatz

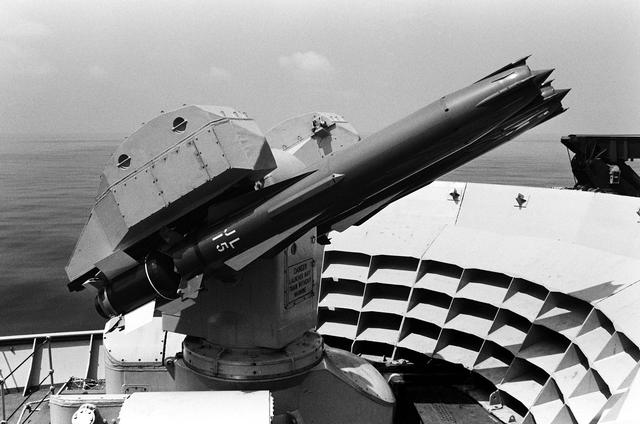
Sea Dart an Bord des Flugzeugträgers Invincible

Die Sea Dart kam erstmals während des Falklandkrieges 1982 zum Einsatz. Insgesamt wurden drei argentinische Flugzeuge abgeschossen, hinzu kam der versehentliche Abschuss eines britischen Gazelle-Hubschraubers. Die Schwächen des Systems zeigten sich jedoch bei Raketen, die im schnellen Tiefflug oder über Land die Schiffe anflogen. Dies führte dazu, dass insgesamt sechs Schiffe, darunter zwei Zerstörer der Sheffield-Klasse, durch argentinische Raketen getroffen wurden. Infolge dieser Erfahrungen wurde das bislang zur Zielerfassung verwendete, aus den 1950er Jahren stammende Type-965-Radar gegen das modernere Type-1022-Radar ausgetauscht.
Während des Zweiten Golfkrieges gelang im Februar 1991 durch eine Sea Dart der erste und bis heute einzige erfolgreiche Abschuss einer Rakete durch eine seegestützte Luftabwehrrakete im Ernstfall. Der Lenkwaffenzerstörer Gloucester setzte die Sea Dart erfolgreich gegen eine anfliegende irakische Silkworm-Rakete ein, nachdem Versuche der US-amerikanischen Fregatte Jarrett, die Rakete abzufangen, fehlgeschlagen waren.